# Richard Hendrix
Venard Richard Hendrix (Decatur, Alabama, 15 de novembro de 1986) é um basquetebolista profissional estadunidense, a partir de 2014 adquiriu cidadania macedônica e jogou pela seleção macedônia. 
O atleta tem 2,03m de altura e pesa 118kg, jogando atualmente no Galatasaray. Jogou na NCAA pela Universidade do Alabama e foi selecionado na 49ª escolha no Draft da NBA de 2008 pelo Golden State Warriors.

## NBA
Selecionado no Draft da NBA pelo Golden State Warriors, Hendrix representou a equipe durante a pré-temporada e estreou contra o Oklahoma City Thunder, anotando um duplo-duplo de 12 pontos e 13 rebotes. Sem espaço na equipe principal, o jogador foi mandado para a Liga de Desenvolvimento da NBA, a D-League. Foi dispensado pelos Warriors em 18 de dezembro de 2008. Depois, jogou a Summer League pelo Indiana Pacers e pelo Atlanta Hawks.

## Europa
Assinou contrato de um ano com o CB Granada, da Liga ACB, em julho de 2009. Ajudou a equipe a conquistar o maior número de vitórias do Granada na primeira divisão espanhola e ganhou o prêmio ACB Rising Star Award como melhor novato da liga.
Em 30 de junho de 2010, Hendrix assinou contrato dois anos com o Maccabi Tel Aviv.
Em junho de 2012, fechou contrato de dois anos com o Emporio Armani Milano, da Itália. Depois de ter médias de 3.7 pontos e 3 rebotes em 10 jogos, foi emprestado para o Lokomotiv Kuban Krasnodar, da Rússia, pelo restante da temporada. Em 16 de julho de 2013, assinou contrato para mais três temporadas na equipe russa. Deixou o time em julho de 2015.
Voltou para a Espanha em 23 de julho de 2015, com um contrato de um ano com o Unicaja. Deixou o Unicaja em 9 de março de 2016 e voltou a firmar contrato com o Maccabi Tel Aviv pelo restante da temporada 2016-2017. Em 20 de agosto de 2016, foi dispensado pela equipe e assinou novo contrato com o Gran Canaria pelo restante da temporada.
Em 14 de julho de 2017, assinou contrato com o Galatasaray, da Turquia.

## Japão
Em 19 de agosto de 2019, assinou com o Osaka Evessa para disputar a B.League do Japão. Teve médias de 16 pontos, 10 rebotes e 3 assistências por jogo. Hendrix ainda jogou pelo Niigata Albirex BB em 2020.

## Vida pessoal
Em 2023, Hendrix foi contratado pela ESPN como comentarista de basquete universitário, atuando em transmissões de partidas masculinas e femininas.